# 南予用水
南予用水（なんよようすい）は、愛媛県を流れる用水路。

## 概要
南予地方一帯に水資源を供給する事業で、愛媛県西南部の西予市野村町野村の肱川の上流に位置する多目的ダムである野村ダムを水源として、南予地域3市1町の樹園地向けの農業用水及び上水道水を供給している。
1974年度（昭和49年度）に着工し、総事業費787億円をかけ、1996年度（平成8年度）に事業完了した。
野村ダムからの水は、北西方面は、西予市、八幡浜市を経由して佐田岬半島の伊方町まで、南方面は宇和島市までの3市1町に供給され、果樹園7,200haに水を供給している。幹支線水路の延長は176kmにも達する。
愛媛県の南予地方、とりわけ宇和島市・八幡浜市を中心にした沿岸部はウンシュウミカンの銘柄（ブランド）産地として全国的に名高いが、この事業により、長らく毎年のように旱魃に悩まされてきた当地域は渇水の不安から解放された。また、夏場に行うため農業者の負担の大きかった防除なども省力化され、高品質の柑橘づくりに役立っている。